# Pterolophia holobrunnea
Pterolophia holobrunnea là một loài bọ cánh cứng trong họ Cerambycidae.